# Élections législatives japonaises de 1924
Les élections législatives japonaises de 1924 (第15回衆議院議員総選挙, Dai-jugō Shūgiin Giinsōsenkyō) sont les quinzièmes organisées après l'avénement de l'empire du Japon et ont pour but d'élire les membres de la chambre des représentants de la Diète du Japon. Elles ont lieu le 10 mai 1924 et voient pour la première fois trois partis politiques s'unir pour former un gouvernement uniquement parlementaire et remplacer celui du dernier Premier ministre de l'ancienne oligarchie de Meiji, Kiyoura Keigo. En effet, le Seiyūhonto et le Seiyūkai se combinent et remportent 47 sièges à la chambre.
Après les précédentes élections de 1920, le Rikken Seiyūkai domine la chambre des représentants avec 60 % des sièges. En janvier 1924, le parti se scinde en deux à cause de sa politique intérieure qui entraîne la formation du Seiyū Hontō par son aile réformiste sociale emmenée par Takejirō Tokonami. Le Seiyūkai ne conserve finalement que ses éléments les plus conservateurs sous la conduite du vicomte et ancien Premier ministre Korekiyo Takahashi. 
Lors de ces élections, le premier parti est le Kenseikai avec 32,5 % des sièges. Vient ensuite le Seiyū Hontō, avec 25 %, et le Seiyūkai, avec 21,6 %. Takaaki Katō, chef du Kenseikai, forme son premier gouvernement avec une coalition de trois partis dite des « trois tendances constitutionnalistes » (護憲三派, Goken Sanpa) : le Kenseikai (« association constitutionnaliste »), le Rikken Seiyūkai, et le Kakushin Kurabu (« club de réforme ») de Tsuyoshi Inukai. Cette collaboration apparait en juin 1924 lors d'un mouvement constitutionnaliste et parlementariste par opposition au gouvernement, alors contrôlé par l'oligarchie de Meiji (ou hambatsu) et les factions militaires (ou gunbatsu). C'est le premier cas de coalition politique de l'histoire politique du Japon. Ces élections législatives vont ouvrir la voix à une la première période de démocratie parlementaire au Japon de 1924 à 1932, marquée par le bipartisme avec une rivalité entre le Seiyūkai d'une part et le Kenseikai puis le Rikken Minseitō (né en 1927 de la fusion du Kenseikai et du Seiyū Hontō) d'autre part. 

## Résultats

972 candidats étaient en lice pour 465 sièges.
| Partis politiques                                                                  | Candidats | Élus | % Sièges |
| ---------------------------------------------------------------------------------- | --------- | ---- | -------- |
| Association constitutionnaliste (憲政会, Kenseikai)                                | 265       | 151  | 32,5     |
| Association des amis du gouvernement constitutionnel (立憲政友会, Rikken Seiyūkai) | ?         | 100  | 21,6     |
| Club des réformes (革新倶楽部, Kakushin Kurabu)                                    | 53        | 30   | 6,5      |
| Parti principal des Amis politiques (政友本党, Seiyū Hontō)                        | 242       | 116  | 25       |
| Club de l'impartialité (中正倶楽部, Chūsei Kurabu)                                 | 194       | 42   | 9,1      |
| Camaraderie des affaires (実業同志会, Jitsugō dōshikai)                            | 194       | 8    | 1,7      |
| Indépendants (無所属)                                                              | 194       | 17   | 3,7      |
| Total                                                                              | 972       | 464  | 100      |